# Ronde van de Finistère 2019
De 34e editie van de wielerwedstrijd Ronde van de Finistère werd gehouden op 20 april 2019. De start was in Saint-Évarzec, de finish in Quimper. De wedstrijd maakte deel uit van de UCI Europe Tour 2019, in de categorie 1.1. In 2018 won de Fransman Jonathan Hivert. Dit jaar won zijn landgenoot Julien Simon.

## Deelnemende ploegen
| WorldTour        | ProContinentaal               | Continentaal                        |
| ---------------- | ----------------------------- | ----------------------------------- |
| AG2R La Mondiale | Total Direct Énergie          | Saint Michel-Auber 93               |
| Groupama-FDJ     | Rally UHC Cycling             | Natura4Ever-Roubaix Lille Métropole |
|                  | Androni Giocattoli-Sidermec   | Tarteletto-Isorex                   |
|                  | Vital Concept-B&B Hotels      |                                     |
|                  | Wanty-Gobert                  |                                     |
|                  | Arkéa-Samsic                  |                                     |
|                  | Delko Marseille Provence      |                                     |
|                  | Wallonie Bruxelles            |                                     |
|                  | Euskadi Basque Country-Murias |                                     |
|                  | Cofidis, Solutions Crédits    |                                     |
|                  | Israel Cycling Academy        |                                     |
|                  | Riwal-Readynez                |                                     |

## Uitslag
| Ronde van de Finistère 2019 |                       |                               |          |
| Plaats                      | Naam                  | Ploeg                         | tijd     |
| Winnaar                     | Julien Simon          | Cofidis                       | 4u42'02" |
| 2                           | Andrea Vendrame       | Androni Giocattoli-Sidermec   | z.t.     |
| 3                           | Baptiste Planckaert   | Wallonie Bruxelles            | z.t.     |
| 4                           | Frederik Backaert     | Wanty-Gobert                  | z.t.     |
| 5                           | Guillaume Martin      | Wanty-Gobert                  | + 3"     |
| 6                           | Benjamin Thomas       | Groupama-FDJ                  | + 7"     |
| 7                           | Óscar Rodríguez       | Euskadi Basque Country-Murias | + 11"    |
| 8                           | Romain Hardy          | Arkéa-Samsic                  | z.t.     |
| 9                           | Jonathan Hivert       | Total Direct Énergie          | z.t.     |
| 10                          | Dorian Godon          | AG2R La Mondiale              | z.t.     |
| 11                          | Kévin Le Cunff        | Saint Michel-Auber 93         | z.t.     |
| 12                          | Lilian Calmejane      | Total Direct Énergie          | z.t.     |
| 13                          | Guillaume Boivin      | Israel Cycling Academy        | z.t.     |
| 14                          | Sébastien Reichenbach | Groupama-FDJ                  | z.t.     |
| 15                          | Quentin Jauregui      | AG2R La Mondiale              | z.t.     |
| 16                          | Floris Gerts          | Tarteletto-Isorex             | z.t.     |
| 17                          | Kévin Ledanois        | Arkéa-Samsic                  | z.t.     |
| 18                          | Kilian Frankiny       | Groupama-FDJ                  | z.t.     |
| 19                          | Abram Stockman        | Tarteletto-Isorex             | + 14"    |
| 20                          | Maxime Cam            | Vital Concept-B&B Hotels      | + 16"    |